# يوهانس فولمر
يوهانس فولمر (بالألمانية: Johannes Vollmer) (و. 1845 – 1920 م) هو مهندس معماري، وأستاذ جامعي من ألمانيا . ولد في هامبورغ.
توفي في لوبيك.

## التعليم
تعلم في جامعة هانوفر

## أعمال بارزة
من أهم أعماله:
- Berlin Friedrichstraße station[7]
- Berlin Hackescher Markt station.

## مناصب وهيئات
أدار معهد برلين للتكنولوجيا (منذ 1885).